# Golemo Gradiste
Golemo Gradiste (en macedonio, Големо Градиште) es un yacimiento arqueológico ubicado en la localidad de Konjuh, del municipio de Kratovo, en Macedonia del Norte. En él se han encontrado los restos de una ciudad romana de la Antigüedad tardía  que se han considerado de gran importancia para el estudio del urbanismo de las ciudades de esta época en la región, y también se ha destacado la singularidad de su arquitectura eclesiástica. 

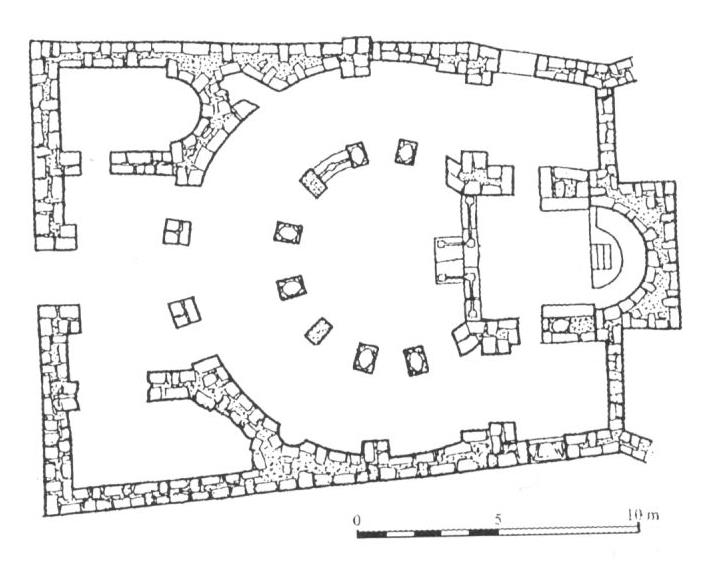
Plano de uno de los edificios eclesiásticos del asentamiento.

Este yacimiento adquiere su nombre por la colina donde está situado. El asentamiento, que ya tenía fortificaciones naturales, fue dotado de murallas en el siglo VI. Las excavaciones, realizadas a partir de 1998, sacaron a la luz las ruinas de una ciudad de época romana tardía, que fue construida entre finales del siglo V y principios del VI. Pertenecía a la provincia romana de Dardania, del Imperio romano de Oriente. Además de los restos de edificios residenciales se ha hallado una gran cisterna de agua y espacios excavados en roca, que quizá fueran empleados como celdas monásticas. Por otra parte, se han excavado también los restos de una basílica de tres naves. Otras dos iglesias situadas en las proximidades del asentamiento habían sido descubiertas anteriormente. Se ha sugerido que esta ciudad habría sido una sede episcopal.
Se ha sugerido que esta ciudad podría identificarse con la antigua Tranupara.